# Клетва (албум)
Клетва је шести студијски албум српске фолк певачице Наташе Ђорђевић издат 1997. године за ПГП РТС. Албум је радио Фута бенд, и на њему се налазе хитови Клетва, Дама из Милана, Дођи, седи и проведи. На албуму су радили Миша Мијатовић, Мирољуб Аранђеловић Кемиш, Александар Фута Радуловић. За насловну нумеру Клетва снимљен је музички спот,

## Списак песама
| №  | Назив                  | Текст                | Музика                     | Трајање |  |
| 1. | Клетва                 | Марина Туцаковић     | Александар Фута Радуловић  |         |  |
| 2. | Оставићу тебе ја       | Бранислав Самарџић   | Бранислав Самарџић         |         |  |
| 3. | Туго моја              | Зоран Беочанин Сотир | Зоран Беочанин Сотир       |         |  |
| 4. | Дама из Милана         | Бранислав Самарџић   | Бранислав Самарџић         |         |  |
| 5. | Пала сам на осмех твој | Марина Туцаковић     | Александар Фута Радуловић  |         |  |
| 6. | Мангуп                 | Иван Максимовић      | Петар Максимовић (музичар) |         |  |
| 7. | Дођи, седи и проведи   | Марина Туцаковић     | Енес Маврић Енџи           |         |  |
| 8. | Мило моје              | Небојша Димитријевић | Небојша Димитријевић       |         |  |